# Wakayama (prefectuur)

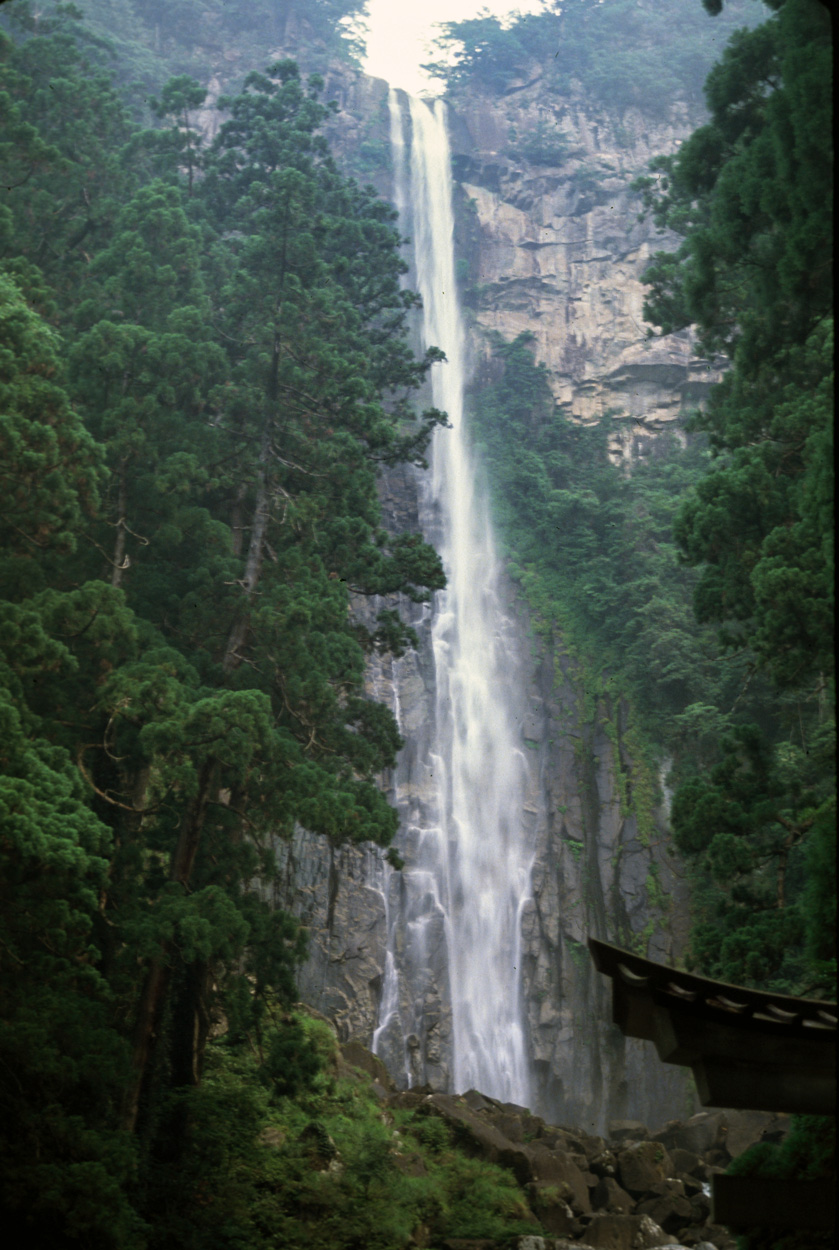
Nachi-waterval

De prefectuur Wakayama (Japans: 和歌山県, Wakayama-ken) is een Japanse prefectuur in de regio Kansai in Honshu. Wakayama heeft een oppervlakte van 4726,28 km² en een bevolking van ongeveer 1.017.731 inwoners (2008). De hoofdstad is Wakayama (stad).

## Geografie
De prefectuur Wakayama wordt begrensd door de prefecturen Osaka, Nara en Mie.
De prefectuur wordt geografisch onderverdeeld in de regio's Kihoku, Kichu en Kinan.
De administratieve onderverdeling is als volgt:

### Zelfstandige steden (市) shi
Er zijn 9 steden in de prefectuur Wakayama.
- Arida
- Gobo
- Hashimoto
- Iwade
- Kainan
- Kinokawa
- Shingu
- Tanabe
- Wakayama (stad) (hoofdstad)

### Gemeenten (郡 gun)
De gemeenten van Wakayama, ingedeeld naar district:
| District    | Gemeenten                                               |
| ----------- | ------------------------------------------------------- |
| Arida       | Aridagawa - Hirogawa - Yuasa                            |
| Hidaka      | Hidaka - Inami - Hidakagawa - Mihama - Minabe - Yura    |
| Higashimuro | Kitayama - Kozagawa - Kushimoto - Nachikatsuura - Taiji |
| Ito         | Katsuragi - Koya - Kudoyama                             |
| Kaiso       | Kimino                                                  |
| Nishimuro   | Kamitonda - Shirahama - Susami                          |

### Fusies
(situatie op 22 juni 2009) 
Zie ook: Gemeentelijke herindeling in Japan
- Op 1 oktober 2004 fusioneerden Minabegawa en Minabe beide behorende tot het District Hidaka tot de nieuwe gemeente Minabe.
- Op 1 april 2005 fusioneerde Kushimoto van het District Nishimuro met Koza van het District Higashimuro tot de nieuwe gemeente Kushimoto. Deze nieuwe gemeente maakt deel uit van het District Higashimuro.
- Op 1 april 2005 werd de gemeente Shimotsu van het District Kaiso aangehecht bij de stad Kainan.
- Op 1 mei 2005 fusioneerden Kawabe, Nakatsu en Miyama van het District Hidaka tot de nieuwe gemeente Hidakagawa.
- Op 1 mei 2005 werden de gemeenten Ryujin van het District Hidaka, Nakahechi en Oto van het District Nishimuro en Hongu van het District Higashimuro aangehecht bij de stad Tanabe.
- Op 1 oktober 2005 werd Hanazono van het District Ito opgeslorpt door de gemeente Katsuragi.
- Op 1 oktober 2005 werd de gemeente Kumanogawa van het District Higashimuro aangehecht bij de stad Shingu.
- Op 11 november 2005 smolten de gemeenten Uchita, Kokawa, Naga, Momoyama en Kishigawa, allen van het District Naga samen tot de nieuwe stad Kinokawa.
- Op 1 januari 2006 smolten de gemeenten Kanaya, Kibi en Shimizu van het District Arida samen tot de nieuwe gemeente Aridagawa.
- Op 1 januari 2006 fusioneerden de gemeenten Misato en Nokami van het District Kaiso samen tot de nieuwe gemeente Kimino.
- Op 1 maart 2006 werd de gemeente Koyaguchi van het District Ito aangehecht bij de stad Hashimoto.
- Op 1 maart 2006 fusioneerden de gemeenten Hikigawa en Shirahama, beide van het District Nishimuro tot de nieuwe gemeente Shirahama.
- Op 1 april 2006 verkreeg de gemeente Iwade van het District Naga het statuut van stad. Door deze wijziging hield het District Naga op te bestaan.

## Economie
De prefectuur Wakayama is de belangrijkste fruitproducent van de mikan mandarijn (ook Satsuma genoemd) in Japan.

## Demografie
| Leeftijd    | Aantal |
| ----------- | ------ |
| 0 – 4 jaar  | 45     |
| 5 - 9       | 49     |
| 10 - 14     | 49     |
| 15 - 19     | 52     |
| 20 - 24     | 57     |
| 25 - 29     | 59     |
| 30 - 34     | 70     |
| 35 - 39     | 64     |
| 40 - 44     | 63     |
| 45 - 49     | 65     |
| 50 - 54     | 76     |
| 55 - 59     | 81     |
| 60 - 64     | 76     |
| 65 - 69     | 66     |
| 70 - 74     | 63     |
| 75 - 79     | 52     |
| 80 of ouder | 62     |

| Man | Leeftijd    | Vrouw |
| --- | ----------- | ----- |
| 23  | 0 - 4 jaar  | 22    |
| 25  | 5 - 9       | 24    |
| 25  | 10 - 14     | 24    |
| 26  | 15 - 19     | 26    |
| 29  | 20 - 24     | 28    |
| 29  | 25 - 29     | 30    |
| 34  | 30 - 34     | 36    |
| 30  | 35 - 39     | 34    |
| 30  | 40 - 44     | 33    |
| 32  | 45 - 49     | 33    |
| 37  | 50 - 54     | 39    |
| 39  | 55 - 59     | 42    |
| 36  | 60 - 64     | 40    |
| 31  | 65 - 69     | 35    |
| 28  | 70 - 74     | 35    |
| 22  | 75 - 79     | 30    |
| 19  | 80 of ouder | 43    |

| Bevolkingsdiagram                                            |                                                                  |
| Bevolkingspiramiden van Wakayama en het nationale gemiddelde | De bevolkingspiramide van Wakayama en de bevolking naar geslacht |
| ■ Purper is Wakayama ■ Groen is het nationale gemiddelde     | ■ Blauw = man ■ Rood = vrouw                                     |

## Verkeer

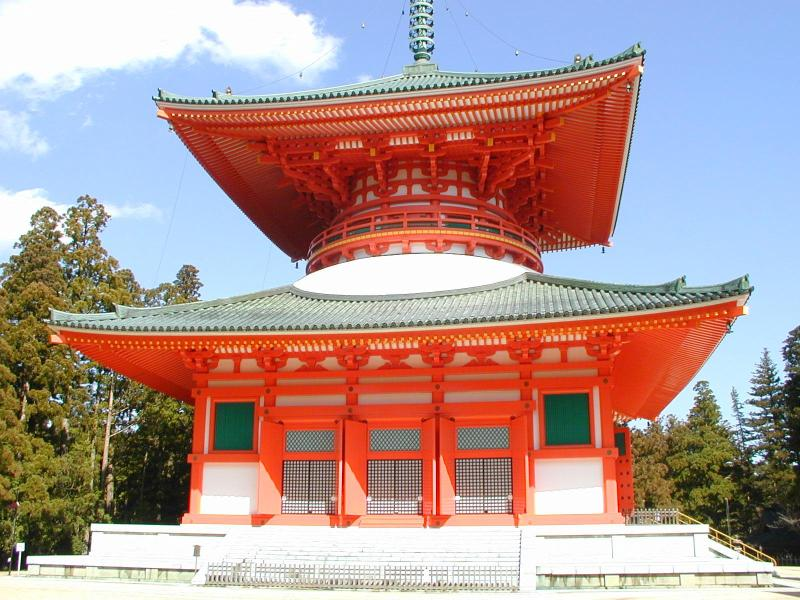
De centrale pagode van de berg Koya

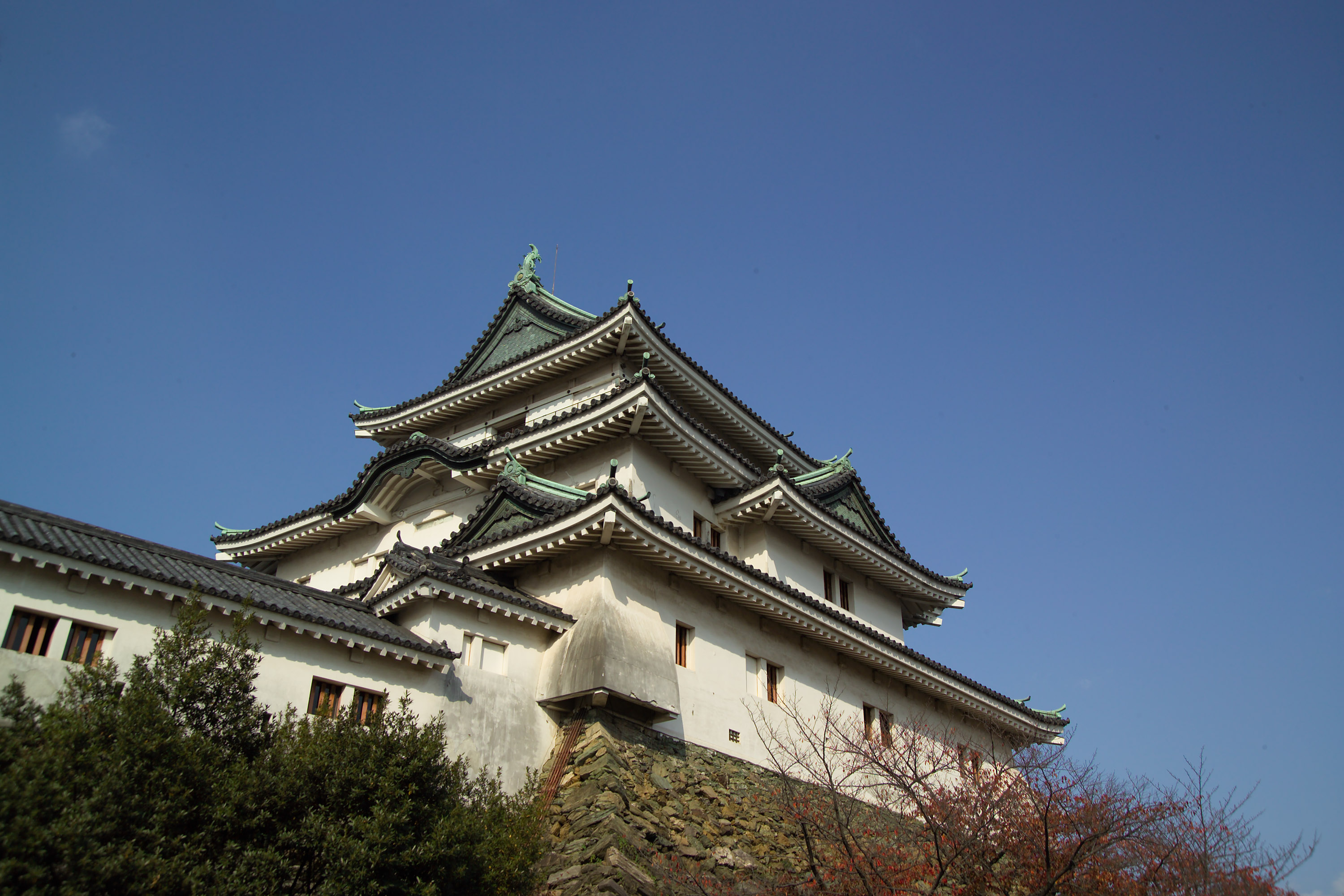
Kasteel Wakayama

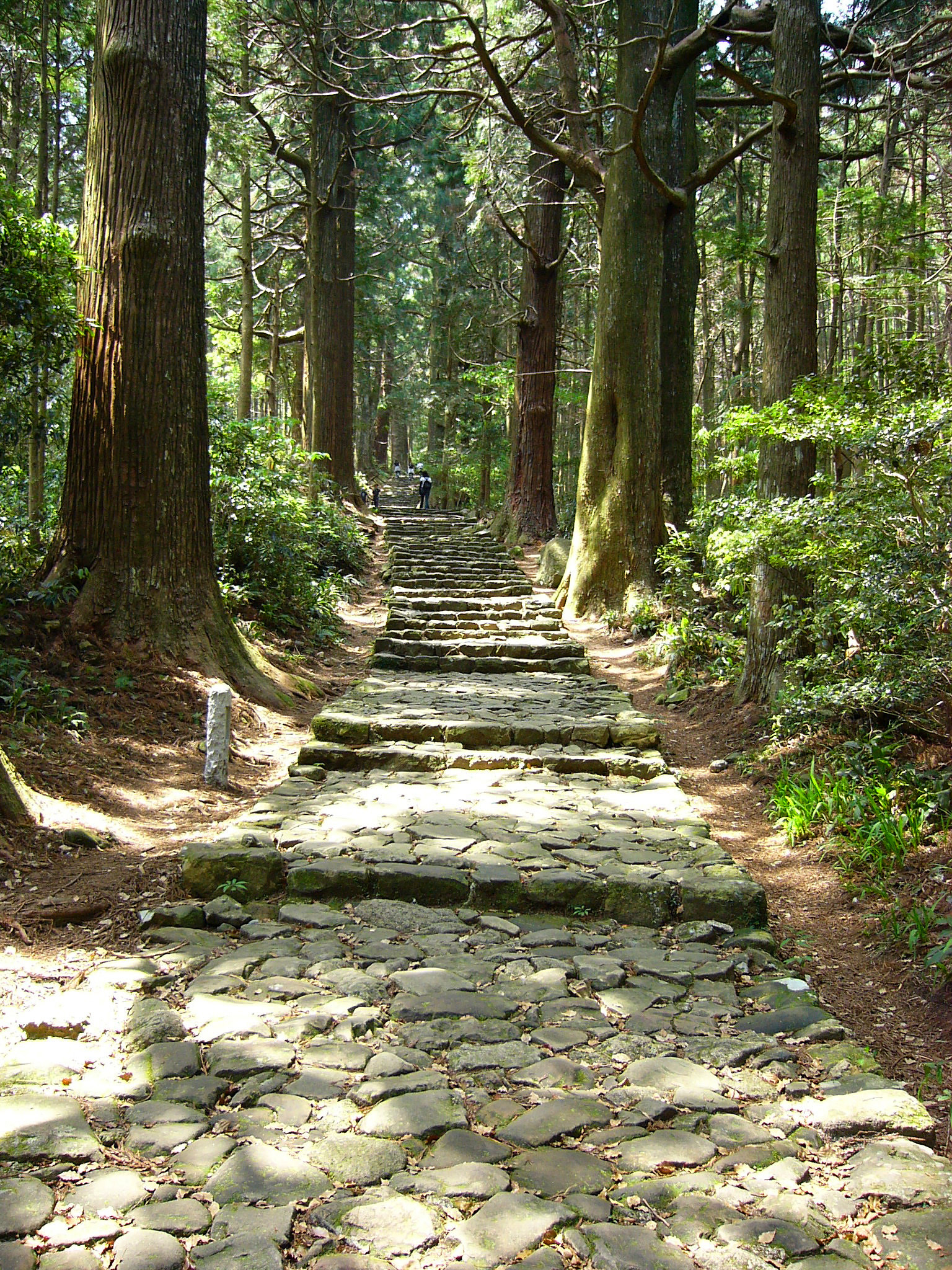
Kumano Kodo

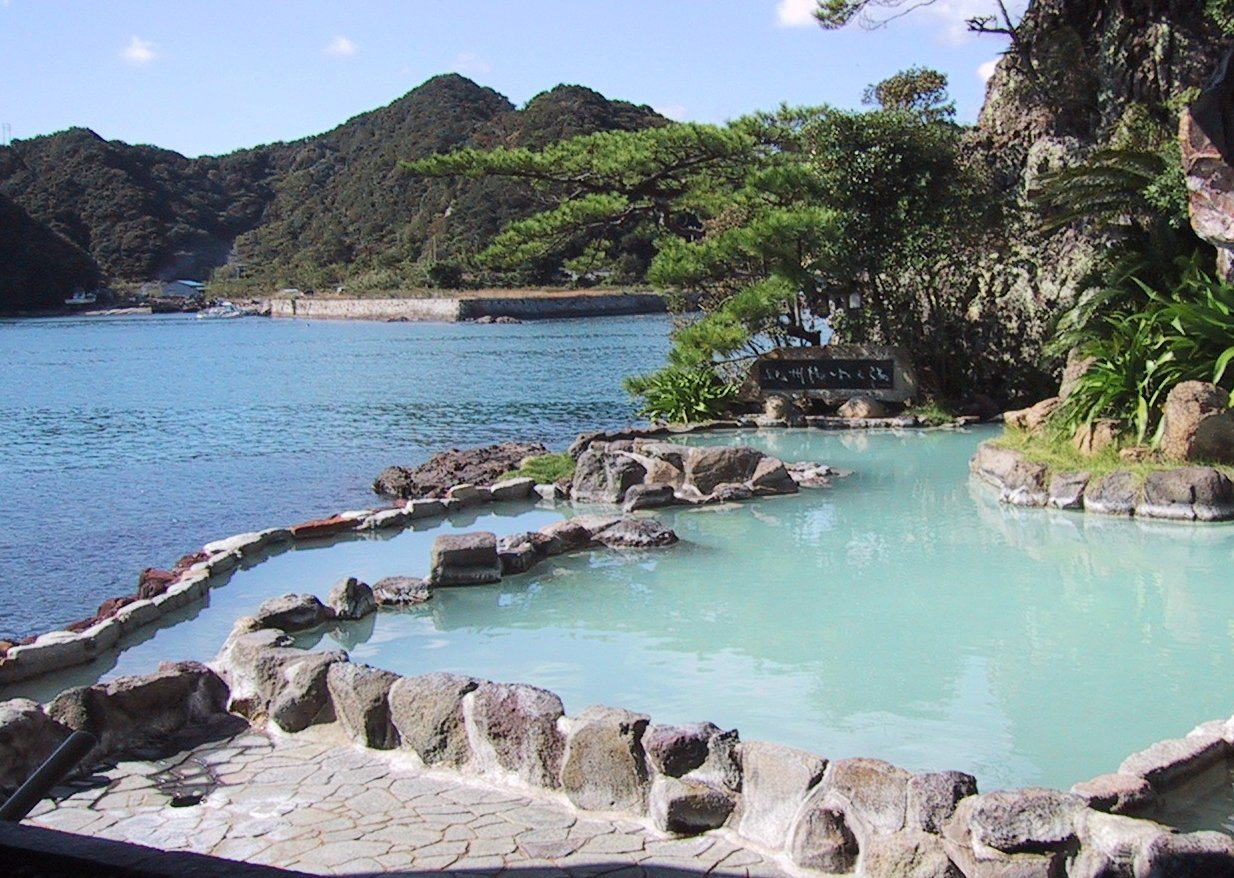
Onsen in Nachikatsuura

### Luchthaven
De prefectuur heeft een regionale luchthaven in de gemeente Shirahama, Nanki-Shirahama Airport ( 南紀白浜空港). Deze luchthaven bedient voornamelijk het zuiden van Kansai. Verder zijn er drie heen-en-terug vluchten met Tokio ( twee buiten het seizoen). Door de nabijheid van de
Internationale Luchthaven Kansai maken veel mensen hiervan gebruik.

### Trein
- Central Japan Railway Company
  - Kisei-lijn
- West Japan Railway Company
  - Kisei-lijn (Kinokuni-lijn)
  - Hanwa-lijn
  - Wakayama-lijn
- Nankai Electric Railway
  - Nankai-lijn
  - Wakayamako-lijn
  - Kada-lijn
  - Koya-lijn
- Wakayama Electric Railway
  - Kishigawa-lijn
- Kishu Railway
  - Kishu-lijn

### Bus
- Wakayama bus
- Wakayama Bus Naga
- Nankai Rinkan Bus
- Gobo Nankai Bus
- Daijyu Bus
- Meiko Bus
- Kumano Kotsu
- Nara Kotsu
- Mie Kotsu

### Weg
- Autosnelwegen
  - Hanwa-autosnelweg
- Nationale autowegen
  - Nationale weg 24 (vanuit de stad Wakayama naar Kyoto)
  - Nationale weg 26 (vanuit de stad Wakayama naar Osaka)
  - Nationale weg 42 (vanuit de stad Wakayama naar Hamamatsu)
  - Nationale weg 168 (vanuit Shingū naar Hirakata (prefectuur Osaka).
  - Nationale weg 169 (vanuit Shingū naar Nara).
  - Nationale weg 311 (vanuit Kamitonda naar Owase in Mie )
  - Nationale weg 370 (vanuit Kainan naar Nara).
  - Nationale weg 371 (vanuit Kushimoto naar Kawachinagano in de prefectuur Osaka)
  - Nationale weg 424 (richting Tanabe en Kinokawa)
  - Nationale weg 425 (richting Owase en Gobo)
  - Nationale weg 480 (vanuit Arida naar Izumiōtsu in de prefectuur Osaka)

## Bezienswaardigheden
- Werelderfgoed:
  - Drie heilige plaatsen en de pelgrimsroute in het Kii-gebergte

- Kasteel Wakayama
- Kimii-dera-tempel
- Kongobu-ji-tempel
- Dojo-ji-tempel
- Nachi-waterval